# Гумлікон
Гумлікон (нім. Humlikon) — громада  в Швейцарії в кантоні Цюрих, округ Андельфінген.

## Географія
Громада розташована на відстані близько 120 км на північний схід від Берна, 25 км на північний схід від Цюриха.
Гумлікон має площу 3,7 км², з яких на 9,5% дозволяється будівництво (житлове та будівництво доріг), 62,5% використовуються в сільськогосподарських цілях, 27,7% зайнято лісами, 0,3% не є продуктивними (річки, льодовики або гори).

## Демографія
2019 року в громаді мешкало 485 осіб (+6,1% порівняно з 2010 роком), іноземців було 8,2%. Густота населення становила 132 осіб/км².
За віковим діапазоном населення розподілялося таким чином: 23,9% — особи молодші 20 років, 55,3% — особи у віці 20—64 років, 20,8% — особи у віці 65 років та старші. Було 187 помешкань (у середньому 2,6 особи в помешканні).
Із загальної кількості 149 працюючих 22 було зайнятих в первинному секторі, 15 — в обробній промисловості, 112 — в галузі послуг.